# Логор Керестинец
Логор Керестинец је био сабирни логор. Основан је 31. марта 1941. за време Бановине Хрватске, а наставиле су да га користе и усташе након доласка на власт у априлу 1941. године. У логору су били заточени многи познати левичари и интелектуалци.
Логор се налазио у дворцу некадашњег бана краљевине Хрватске и Славоније, Антуна Михаловића, у близини села Керестинец.
Током Рата у Хрватској (1991—1995), дворац је још једном коришћен као сабирни логор, овога пута од стране Збора народне гарде Републике Хрватске (1991—1992) а потом од стране Војне полиције (од 1992).

## Оснивање логора
Први комунисти-затвореници које је ухапсила бановинска полиција стигли су у Керестинец крајем марта 1941. године. Уочи Априлског рата и доласка окупатора и усташа, тадашњи југословенски високи челници Влатко Мачек и Иван Шубашић нису нашли потребним да укину логор и пусте заточенике. Уместо тога, сви заточеници су само предани усташама.
Наредна група ухапшених комуниста пристигла је у логор 10. априла, доласком усташа на власт. Од друге половине априла, у логор су пристигле скупине „непоћудних особа“, особито Срба и Јевреја. Почетком маја, у логору се налазило око 300 затвореника, који су затим пресељени у друге усташке логоре.
До напада Немачке на Совјетски Савез јуна 1941. године, режим у логору био је мање строг него касније. Многи рођаци интернираних комуниста поседовали су сталне дозволе за посећивање. После напада, режим у логору био је знатно пооштрен. Стари стражари били су смењени и доведена је строжа стража.

## Одмазда 9. јула
Почетком јула 1941. године, група загребачких комуниста убила је на улици усташког агента Људевита Тиљка. После тога су за одмазду, 8. јула, из логора изведени таоци др Божидар Аџија, Огњен Прица, Отокар Кершовани, др Иво Кун, Звонимир Рихтман, Иван Корски, Виктор Розенцвајг, Сигисмунд Краус, Симо Црногорац и Иван Крндељ (Крндељ је касније враћен, а уместо њега је одведен Алфред Бергман, јер усташким властима вероватно није одговарао бројчани однос Хрвата, Срба и Јевреја међу десеторицом талаца, па су га поправили у корист Хрвата, а на штету Јевреја). Таоци су 9. јула стрељани у Максимиру. Дана 10. јула, извршење стрељања објављено је у Огласу министарства унутрашњих послова.
Дана 9. јула, након одвођења десеторице талаца, у логору се налазило још 111 логораша.

## Бег заточеника из логора 13./14. јула
Након ликвидације прве групе талаца, остали логораши схватили су да и њих чека ликвидација пре или касније. Заточеници су се илегалним каналима убрзо споразумели са својим партијским руководиоцима у Загребу о организовању пробоја из логора. Логораши су испланирали разоружање логорске страже, што је био њихов задатак. Морали су то да ураде голоруки, пошто нису имали никаквог оружја. Партијско руководство је требало да организује пункт изван логора на којем је требало да се одбегли логораши нађу са друговима, који је затим требало да их одведу на сигурно.
Акција је покренута у ноћи 13. и 14. јула, када су логораши извршили групни препад на стражаре, разоружали их и побегли из логора. Пробојем су руководили Дивко Будак и Андрија Жаја. У бегу је учествовало преко 80 логораша. На договореном месту бегунце нису дочекале групе комуниста из Загреба, јер њихов прихват Месни комитет КПХ није добро организовао. Бегунци су предуго чекали у оближњој шуми Обреж и тако је већина њих пала као жртве масовне усташко-оружничке потере. У окршајима с потером, убијен је 31 бегунац, а 44 су заробљена. Они су дан касније одведени пред Покретни преки суд, осуђени на смрт и стрељани на Дотршћини. Усташкој потери измакло је само 14 бегунаца, који су се затим придружили партизанима.

## Последице
За неуспех акције одговоран је био Јосип Копинич, тадашњи совјетски агент у Загребу. Он је уверио Месни комитет КПХ у Загребу да има мандат Коминтерне да потиче акције и самостално руководи. Он је после одласка Јосипа Броза Тита из Загреба у Београд почео да делује све самосталније и настојао да се искаже пред Коминтерном.
Од свих керестинечких заточеника, крај рата су дочекала само седморица. Већина њих погинула је приликом бега или су тада били ухваћени и касније стрељани. Неки који су се ипак спасили, касније су погинули као борци Народноослободилачке војске Југославије током рата.
Дворац Керестинец, након бега логораша и стрељања заробљеника, до краја Другог светског рата више није кориштен као логор.

## Рат у Хрватској 1991-1995
У периоду 1991-1992, Збор народне гарде Републике Хрватске користио је дворац Керестинец као сабирни логор. Према сведочанствима преживелих заточеника, у њему су сексуално злостављани, мучени и убијани грађани српске националности, као и официри ЈНА хрватске националности. Командант логора био је Стјепан Кларић, по предратној професији месар. Након интервенције Међународног Црвеног крста, Керестинац крајем 1992. године прелази у надлежност хрватске Војне полиције, чиме извештаји о злочинима престају. 2010. године, ухапшени су Стјепан Кларић, Жељко Живец и Дражен Павловић под оптужбама за мучење и силовање заробљеника.